# ポスト (アルバム)
『ポスト』（Post）は、アイスランド出身のミュージシャン、ビョークが1995年に発表した3作目のスタジオ・アルバム。本作からは6曲がシングル・ヒットして、そのうち3曲が全英シングルチャートでトップ10入りを果たした。
1996年発表のリミックス・アルバム『テレグラム』には、本作収録曲のうち9曲のリミックス・ヴァージョンが収録された。

## 評価
『ローリング・ストーン誌が選ぶオールタイム・ベストアルバム500』（2020年版）に於いて、289位にランクイン。また、2011年2月14日に発表された、Slant Magazineのスタッフが選ぶ「'90年代のベスト・アルバム」では2位となった。

## 収録曲
特記なき楽曲はビョーク作。
1. アーミー・オブ・ミー - "Army of Me" (Björk, Graham Massey) - 3:54
2. ハイパーバラッド - "Hyperballad" - 5:21
3. モダン・シングス - "The Modern Things" (Björk, G. Massey) - 4:10
4. イッツ・オー・ソー・クワイエット - "It's Oh So Quiet" (Bert Reisfeld, Hans Lang) - 3:38
5. エンジョイ - "Enjoy" (Björk, Tricky) - 3:56
6. ユーヴ・ビーン・フラーティング・アゲイン - "You've Been Flirting Again" - 2:29
7. イゾベル - "Isobel" (Björk, Marius de Vries, Nellee Hooper) - 5:48
8. ポッシブリー・メイビー - "Possibly Maybe" - 4:51
9. アイ・ミス・ユー - "I Miss You" (Björk, Howie Bernstein) - 4:03
10. カヴァー・ミー - "Cover Me" - 2:06
11. ヘッドフォンズ - "Headphones" (Björk, Tricky) - 5:45

### 日本盤ボーナス・トラック
1. アイ・ゴー・ハンブル - "I Go Humble" (Björk, Mark Bell) - 4:44

## シングル
本作からのシングルのチャート最高順位を示す。
| タイトル                         | チャート                   | 最高順位 |
| -------------------------------- | -------------------------- | -------- |
| アーミー・オブ・ミー             | イギリス                   | 10       |
| アーミー・オブ・ミー             | オーストラリア             | 35       |
| アーミー・オブ・ミー             | オランダ                   | 13       |
| アーミー・オブ・ミー             | スイス                     | 28       |
| アーミー・オブ・ミー             | スウェーデン               | 12       |
| アーミー・オブ・ミー             | ドイツ                     | 55       |
| アーミー・オブ・ミー             | ニュージーランド           | 26       |
| アーミー・オブ・ミー             | ノルウェー                 | 17       |
| アーミー・オブ・ミー             | フランス                   | 22       |
| アーミー・オブ・ミー             | ベルギー・フランデレン地域 | 13       |
| アーミー・オブ・ミー             | ベルギー・ワロン地域       | 17       |
| イゾベル                         | イギリス                   | 23       |
| イゾベル                         | ニュージーランド           | 47       |
| イゾベル                         | フィンランド               | 18       |
| イッツ・オー・ソー・クワイエット | イギリス                   | 4        |
| イッツ・オー・ソー・クワイエット | オーストラリア             | 6        |
| イッツ・オー・ソー・クワイエット | オランダ                   | 19       |
| イッツ・オー・ソー・クワイエット | スウェーデン               | 29       |
| イッツ・オー・ソー・クワイエット | ニュージーランド           | 28       |
| イッツ・オー・ソー・クワイエット | フィンランド               | 5        |
| イッツ・オー・ソー・クワイエット | フランス・2011年           | 98       |
| イッツ・オー・ソー・クワイエット | ベルギー・フランデレン地域 | 28       |
| イッツ・オー・ソー・クワイエット | ベルギー・ワロン地域       | 20       |
| ハイパーバラッド                 | イギリス                   | 8        |
| ハイパーバラッド                 | オーストラリア             | 31       |
| ハイパーバラッド                 | スウェーデン               | 34       |
| ハイパーバラッド                 | フィンランド               | 18       |
| ポッシブリー・メイビー           | イギリス                   | 13       |
| アイ・ミス・ユー                 | イギリス                   | 36       |

## 参加ミュージシャン
- ビョーク - ボーカル、オルガン、キーボード、ストリングス・アレンジ、ブラス・アレンジ
- グラハム・マッセイ - キーボード、プログラミング
- マリウス・デ・ヴライス - キーボード、プログラミング
- トリッキー - プログラミング
- レニー・フランチ - プログラミング
- エイナール・オゥルン - トランペット
- モーリス・マーフィー - トランペット
- ステュアート・ブルックス - トランペット
- ゲイリー・バーナクル - ソプラノ・サックス
- タルヴィン・シン - パーカッション
- ガイ・シグスワース - ハープシコード
- ジム・コウザ - ハンマー・ダルシマー
- マーカス・ドラヴス - エレクトロニック・ノイズ
- エミール・デオダート - ストリングス・アレンジ、指揮
- イゾベル・グリフィス - オーケストラ・コントラクター
- ギャヴィン・ライト - オーケストラ・リーダー、ヴァイオリン
- ロバート・スミッセン - ヴィオラ
- トニー・プリース - チェロ
- ジョン・アルトマン - オーケストラ・アレンジ、指揮